# Bernardo Fuentes Martín
Bernardo Fuentes Martín (Màlaga, 4 de novembre de 1966) és un exfutbolista i entrenador andalús. Com a jugador, ocupava la posició de migcampista.

## Trajectòria
Sorgeix del planter del Reial Madrid, amb qui juga un encontre a primera divisió a la temporada 84/85. Retornaria a la màxima categoria amb el Cadis CF, amb qui disputaria 43 partits entre 1990 i 1993. Posteriorment militaria al Racing de Ferrol, Palamós CF o Terrassa FC, entre altres equips.
Després de penjar les botes el 2001, l'andalús continuaria lligat al futbol en qualitat d'entrenador, formant part dels equips tècnics de conjunts com el Ciudad de Murcia, Terrassa FC o Badalona.